# クラインホイバッハ
クラインホイバッハ (ドイツ語: Kleinheubach) はドイツ連邦共和国バイエルン州ミルテンベルク郡に属す市場町。同名の行政共同体に属す。

## 地理
クラインホイバッハはシュペッサルトとオーデンヴァルトの間に位置する。

### 自治体の構成
この町は、公式にはクラインホイバッハ集落単独で構成される。

## 歴史
この町の住民には古くからユダヤ人家族が多く、ガルテン通りにシナゴーグが建設されていた。このユダヤ教の宗教施設は1938年の迫害活動で破壊され、その後別の目的に転用されていた。案内板には確かにシナゴーグと書かれてはいるが、こうした歴史については書かれていない。

## 行政

### 町議会
クラインホイバッハの町議会は17議席からなる。

## 経済と社会資本
連邦道B469号線がこの町を通過している。

## 人物
- ヨーゼフ・フォン・ショルク（1829年 - 1905年）バンベルク大司教（1890年 - 1905年）
- ヴィルヘルム・カール（1849年 - 1932年）法律学者、政治家（ドイツ国民党）、帝国議会議員、ドイツ弁護士会議議長

## 引用
1. ↑  https://www.statistikdaten.bayern.de/genesis/online?operation=result&code=12411-003r&leerzeilen=false&language=de Genesis-Online-Datenbank des Bayerischen Landesamtes für Statistik Tabelle 12411-003r Fortschreibung des Bevölkerungsstandes: Gemeinden, Stichtag (Einwohnerzahlen auf Grundlage des Zensus 2011)
2. ↑  Bayerische Landesbibliothek Online
3. ↑  Gedenkstätten für die Opfer des Nationalsozialismus. Eine Dokumentation, Band 1. Bundeszentrale für politische Bildung, Bonn 1995, ISBN 3-89331-208-0, S. 155